# Amtsgericht Obergünzburg

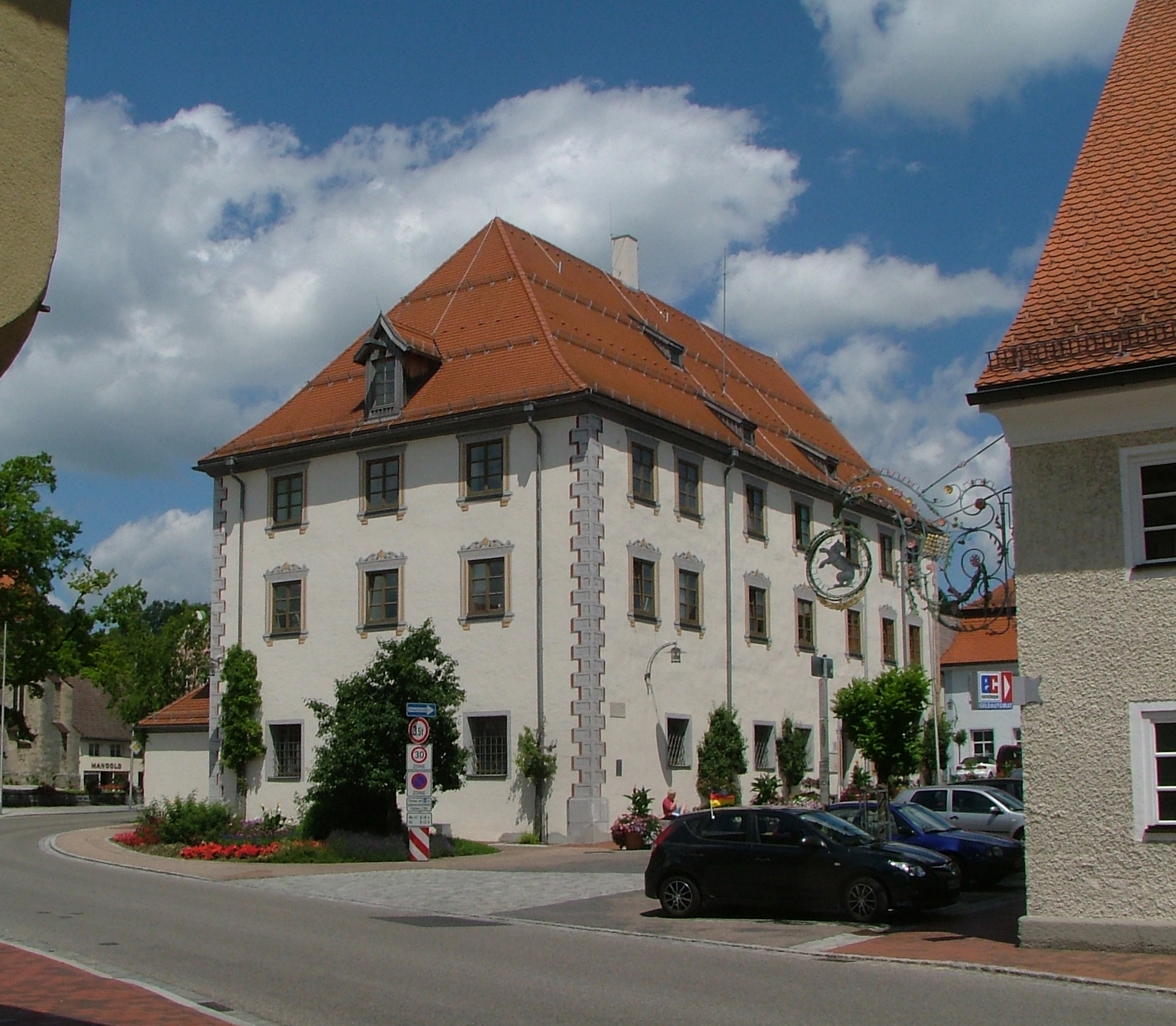
Ehemaliges Amtshaus, Amtsgericht, 1570 als Korn- und Rathaus errichtet

Das Amtsgericht Obergünzburg war ein von 1879 bis 1959 existierendes bayerisches Gericht der ordentlichen Gerichtsbarkeit mit Sitz in Obergünzburg.
Anlässlich der Einführung des Gerichtsverfassungsgesetzes am 1. Oktober 1879 wurde in Obergünzburg ein Amtsgericht errichtet, dessen Sprengel deckungsgleich mit dem vorherigen Landgerichtsbezirk Obergünzburg und somit aus den Orten Aitrang, Blöcktach, Burg, Ebersbach, Friesenried, Hopferbach, Huttenwang, Immenthal, Kraftisried, Obergünzburg, Reinhardsried, Ronsberg, Unterthingau, Untrasried und Willofs bestand. Übergeordnete Instanz war das Landgericht Kempten.
Nach der kriegsbedingten Herabstufung des Amtsgerichts Obergünzburg zur Zweigstelle des Amtsgerichts Markt Oberdorf und der amtlichen Bestätigung dieser Maßnahme im Jahre 1956, wurde das Obergünzburger Gericht auf Anordnung des Bayerischen Staatsministers der Justiz am 1. Juli 1959 endgültig aufgelöst.